# Anik A1
O Anik A1 foi um satélite de comunicação geoestacionário da série canadense Anik construído pela Hughes. Ele esteve localizado na posição orbital de 114 graus de longitude oeste e era operado pela Telesat Canada. O satélite foi baseado na plataforma HS-333 e sua expectativa de vida útil era de 7 anos.

## História
O Anik A1 foi o primeiro satélite de comunicação lançado da série Anik A da Telesat Canada a primeira série de satélites de comunicações geoestacionários do mundo, e o mesmo teve um efeito profundo sobre as comunicações nos Territórios do Noroeste, Canadá. Anik (em inuctitut significa "irmão mais novo") foi o primeiro satélite de comunicação comercial do mundo, primeiro satélite não militar colocado em uma órbita geoestacionária. Este tipo de órbita, fica a 35.000 quilômetros acima da superfície da terra, significando que o satélite permanece estacionado sobre um único ponto da terra e com uma antena parabólica apontada na direção certa É possível receber sinais de telefone e televisão.
Para muitas comunidades do Norte canadenses o Anik A1 trouxe as primeiras transmissões de televisão ao vivo. Antes do Anik um punhado de comunidades do norte, com instalações de transmissão de televisão contava com programas gravados enviados a partir de centros de difusão do sul. A chegada do Anik não só trouxe a programação atual, mas os serviços de telefonia de longa distância tornou-se confiável, muito menos dependente das condições atmosféricas de um sinal fraco.
Bases comunitárias com antenas parabólicas foram criadas em cidades do Norte e aldeias remotas passaram a receber o sinal de televisão ao vivo.

## Lançamento
O satélite foi lançado com sucesso ao espaço no dia 9 de novembro de 1972, às 01:14 UTC, por meio de um veículo Delta 1914 a partir da Estação da Força Aérea de Cabo Canaveral, na Flórida, EUA. Ele tinha uma massa de lançamento de 560 kg.

## Capacidade e cobertura
O Anik A1 era equipado com 12 transponders em banda C para fornecer serviços de comunicações via satélite ao Canadá.